# Демон Дарвина
Демон Дарвина — мысленный эксперимент, вводящий гипотетический организм, который может максимально использовать все аспекты приспособленности одновременно и существовал бы, если б эволюция видов была ничем не ограничена. Такие организмы непосредственно после рождения нашли бы в любое время в любом месте партнёров для спаривания и произвели бы бесконечное количество потомства. «Нам остаётся только призвать демона (как сделал Максвелл), умеющего делать выбор между мутациями, пропуская одни и закрывая путь другим». Хотя таких организмов не существует, биологи используют демона Дарвина в мысленных экспериментах, чтобы понять жизненные стратегии в истории развития различных видов, проиллюстрировать, что организмам приходится идти на компромиссы при их адаптации к окружающей среде.
Демон Дарвина назван в честь Чарльза Дарвина, британского натуралиста и основателя эволюционной теории. Мысленный эксперимент и концепция дарвиновского демона предложены в 1963 году американским биохимиком, популяризатором науки и писателем-фантастом Айзеком Азимовым — в его произведении «Вид с высоты». Название было выбрано по аналогии с известным демоном Максвелла:
«Такой демон действительно существует, хотя, насколько мне известно, я единственный, кто так его назвал и приравнял к демону Максвелла. Открыл же его английский естествоиспытатель Чарльз Роберт Дарвин, и поэтому мы назовем его „демоном Дарвина“, хотя сам Дарвин называл это естественным отбором».
Концепция демона Дарвина была далее развита различными исследователями: Ричардом Ло, А. Н. Горбанем, Р. Г. Хлебопросом и другими.